# أنطونيو خيسوس مارتين جايتان
أنطونيو خيسوس مارتين جايتان (بالإسبانية: Antonio Jesús Martín Gaitán)‏ هو لاعب كرة قدم إسباني، ولد في 22 أبريل 1982 في مالقة في إسبانيا.

## روابط خارجية
- أنطونيو خيسوس مارتين جايتان على موقع Paralympic.org (الإنجليزية)
- أنطونيو خيسوس مارتين جايتان على موقع اللجنة البارالمبية الإسبانية (الإسبانية)